# Iridologie

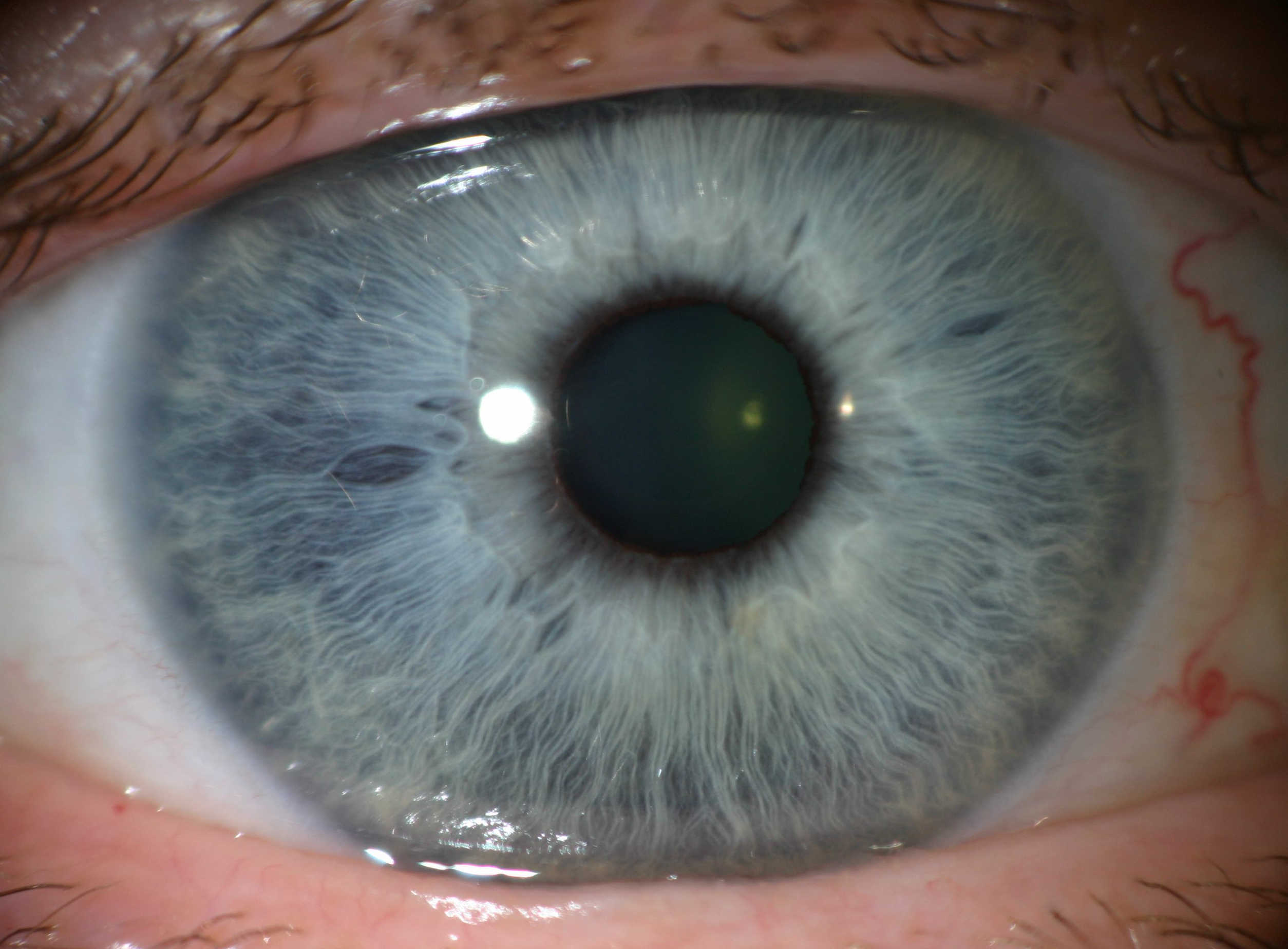
Caracteristici ale unui iris de ochi drept (culoare albastră, "cunună de structuri tulburi în fața irisului "), care ar indica - din punct de vedere iridologic "o constituție limfatică."

Iridologia (sau analiza irisului, diagnosticul pe iris , sau diagnostic ocular) este o metodă de diagnostic folosită în medicina alternativă bazată pe ideea că bolile oamenilor pot fi detectate prin analiza imaginii irisului. Această metodă este considerată pseudoștiințifică, neavând baza științifică pe care practicanții de regulă pretind că ar avea-o.
Aspectul irisului este una dintre cele mai stabile caracteristici personale, de-a lungul vieții omului, cu excepția pigmentării la copiii mici și a glaucomului. Diagnosticarea pe baza aspectului irisului nu trebuie confundată cu identificarea după iris a persoanelor, metodă care (similar cu identificarea după amprentele digitale), profită de faptul că structura irisului este unică la fiecare persoană.

## Critica
În mai multe rânduri, s-a demonstrat că diagnosticul pe iris este lipsit de orice bază științifică.

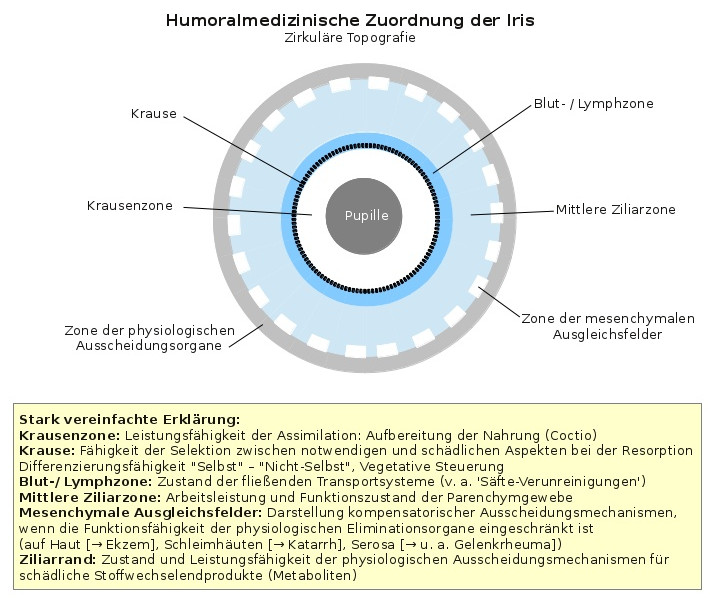
Topografie circulară

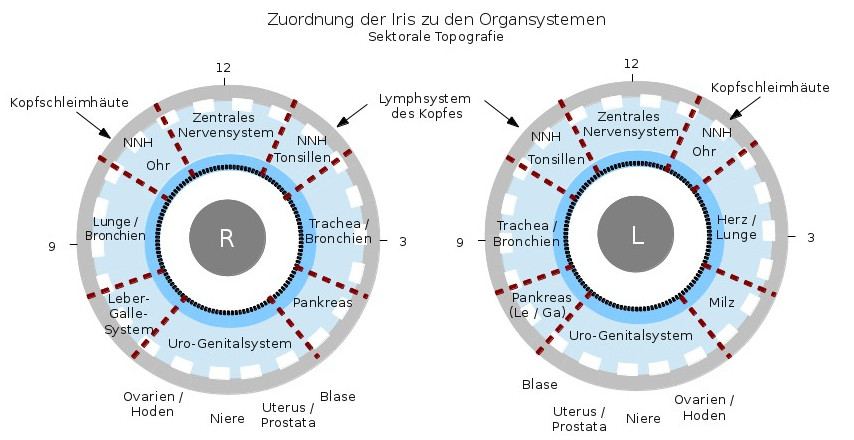
Topografie sectorială